# Roodkindikbekje
Het roodkindikbekje (Sporophila telasco) is een zangvogel uit de familie Thraupidae (tangaren).

## Verspreiding en leefgebied
Deze soort komt voor in de laaglanden van zuidwestelijk Colombia tot uiterst noordelijk Chili.